# Jeff Harding
Jeff Harding (* 5. Februar 1965 in Sydney) ist ein ehemaliger australischer Boxer.

## Amateur
Harding wurde 1984 und 1985 australischer Meister im Mittelgewicht. 1985 gewann er in dieser Gewichtsklasse die in Melbourne ausgetragene Ozeanienmeisterschaft. Im Jahr 1986 belegte er bei den Commonwealth Games in Edinburgh einen zweiten Platz und nahm an den Amateurweltmeisterschaften in Reno teil, wo er allerdings schon in der Vorrunde ausschied.

## Profikarriere
Der bullige und schlagkräftige Angriffsboxer Harding wurde 1986 in seiner Heimat Australien Profi. Er gewann alle seine Aufbaukämpfe wie zum Beispiel gegen Nestor Giovannini (Punktsieg) und bekam nach nur 14 Profikämpfen einen Titelkampf beim WBC-Verband gegen Dennis Andries, den er am 24. Juni 1989 in den USA durch technischen KO in der zwölften Runde besiegte.
Nach zwei Titelverteidigungen gegen Tom Collins und noch einmal Giovanini (diesmal KO) verlor Harding am 28. Juli 1990 den Titel im Rückkampf mit Andries, den dieser durch KO in Runde sieben gewann.
Nach drei Aufbaukämpfen, unter anderem gegen David Vedder, kam es am 11. September 1991 in London zum Entscheidungskampf gegen Andries in England. Wieder siegte der Herausforderer, diesmal nach Punkten.
Er verteidigte gegen den ehemaligen Welttitelträger im Supermittelgewicht Christophe Tiozzo (der ältere Bruder von Fabrice Tiozzo) in Frankreich und gewann gegen diesen nach gewissen Anfangsproblemen schließlich vorzeitig. Daraufhin ließ er sich noch einmal von David Vedder (Bilanz 15-10) herausfordern. Etwa zu dieser Zeit gewannen Henry Maske und Dariusz Michalczewski ihre Titel, Maske gegen den vom Ring Magazine am höchsten bewerteten Charles Williams, Michalczewski gegen den an Nummer vier geführten Leeonzer Barber. Virgil Hill galt zu diesem Zeitpunkt als Nummer zwei, Harding als die Nummer drei im Halbschwergewicht.
Im Anschluss an den Vedder-Kampf hatte Harding keine große Lust mehr zu boxen und blieb inaktiv. Seinen Titel verlor er schließlich am 23. Juli 1994 nach Punkten gegen den 37-jährigen ehemaligen Halbmittelgewichtler Mike McCallum. Anschließend beendete er im Alter von 29 Jahren seine Karriere.